# Lophira
Lophira là một chi thực vật có hoa trong họ Ochnaceae.

## Loài
Chi Lophira gồm các loài: